# Route nationale 62
La route nationale 62 (RN 62 o N 62) è una strada nazionale francese che parte da Haguenau e termina a Sarreguemines.

## Percorso
Il primo tratto, che finisce all’incroco con la tangenziale cittadina, è ancora classificato come strada nazionale. In seguito è stata declassata nel 2006 a D1062: segue la valle della Zinsel Settentrionale in direzione nord-ovest passando per Mertzwiller ed inoltrandosi nei Vosgi settentrionali. Dopo Niederbronn-les-Bains prende il nome di D662.
Fino al 1972, da Bitche proseguiva verso nord arrivando al confine tedesco in località Windhof, nel comune di Schweyen, in direzione di Zweibrücken: questa strada è oggi classificata D962. Dopo il 1972, la N62 non cambiava direzione e giungeva a Sarreguemines, dove si innestava sulla N61.